# Fredehelm von Cottbus

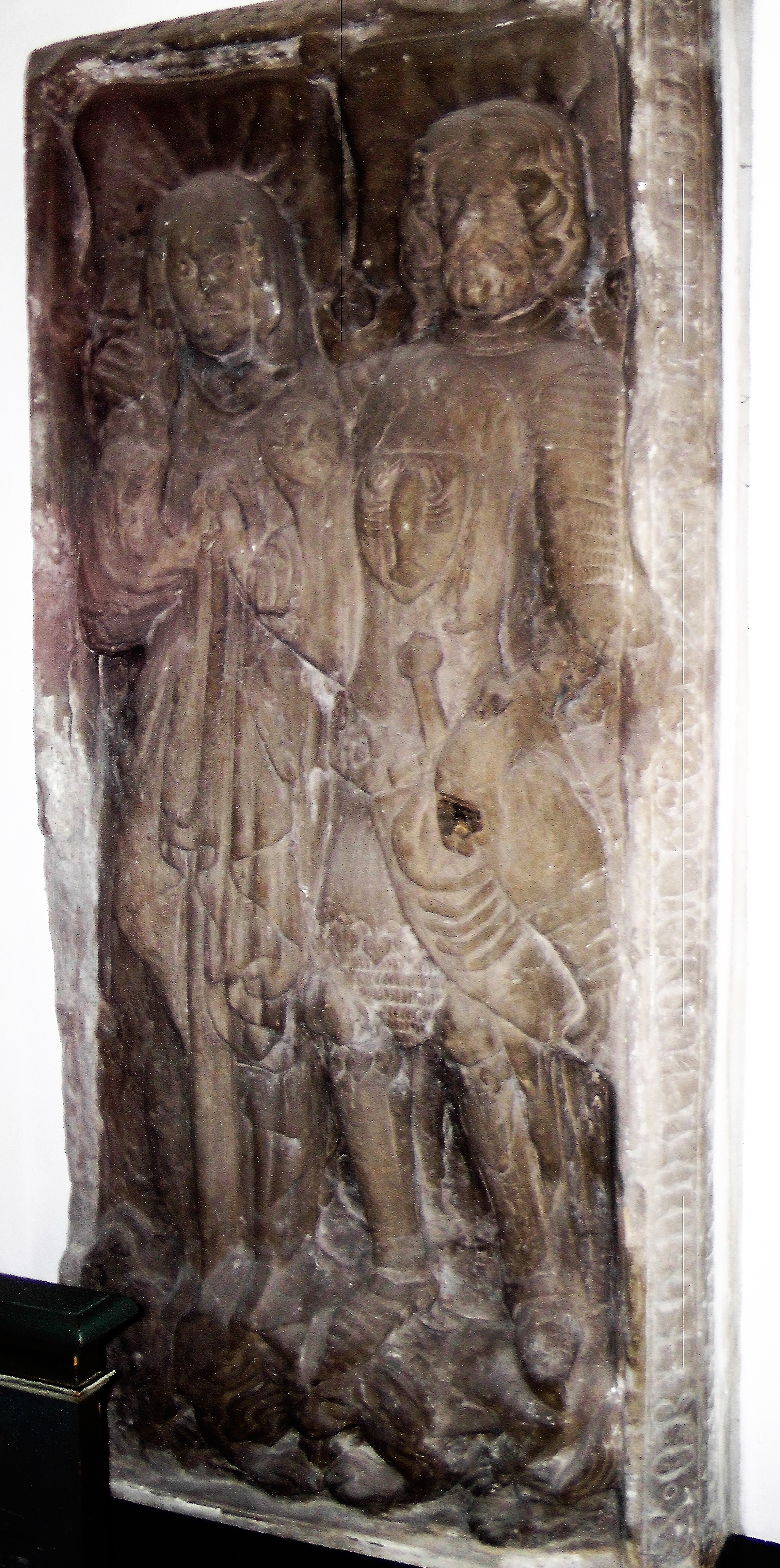
Grabstein des Fredehelm von Cottbus in der Klosterkirche in Cottbus

Fredehelm von Cottbus († 1307) war Herr von Cottbus. Er entstammt einem schon um 834 genannten böhmisch-mährischen Adelsgeschlecht von Kottwitz, lateinisch Kottbus, das sich im 13. Jahrhundert auch nach Franken wandte. Das Geschlecht wird dann im Sachsenspiegel als aus Franken herkömmlich tituliert. Sein Wappenschild mit dem Krebs spricht für eine Aschaffenburger Abstammung.

## Leben
1283 wurde er erstmals in einer Urkunde von Markgraf Heinrich III von Meißen für das Kloster Mühlberg genannt. 1295 erschien Fredehelm zweimal als Zeuge bei Markgraf Dietrich IV. von der Lausitz (Diezmann) an dessen Hof und bei einem Kriegszug.
Am 12. Dezember 1304 wurden Fredehelm und sein Vetter Johann  von den Markgrafen Waldemar, Otto IV. und Hermann von Brandenburg gemeinsam mit der Herrschaft Cottbus belehnt.
Fredehelm starb im Jahr 1307 und wurde am 15. Dezember beigesetzt. Da sein vormaliger Lehnsherr Dietrich IV. wahrscheinlich am 10. Dezember jenes Jahres in Leipzig getötet wurde, ist es möglich, dass Fredehelm auch dort starb.
Fredehelm war möglicherweise Gründer (oder Mitgründer) des Franziskanerklosters in Cottbus, worauf seine Beerdigung in dieser Kirche hindeutet.

## Ehe und Nachkommen
Fredehelm war mit Adelheid von Colditz († 1309) verheiratet. Richard von Cottbus war ein Sohn der beiden. 

## Sarkophagdeckel in der Klosterkirche

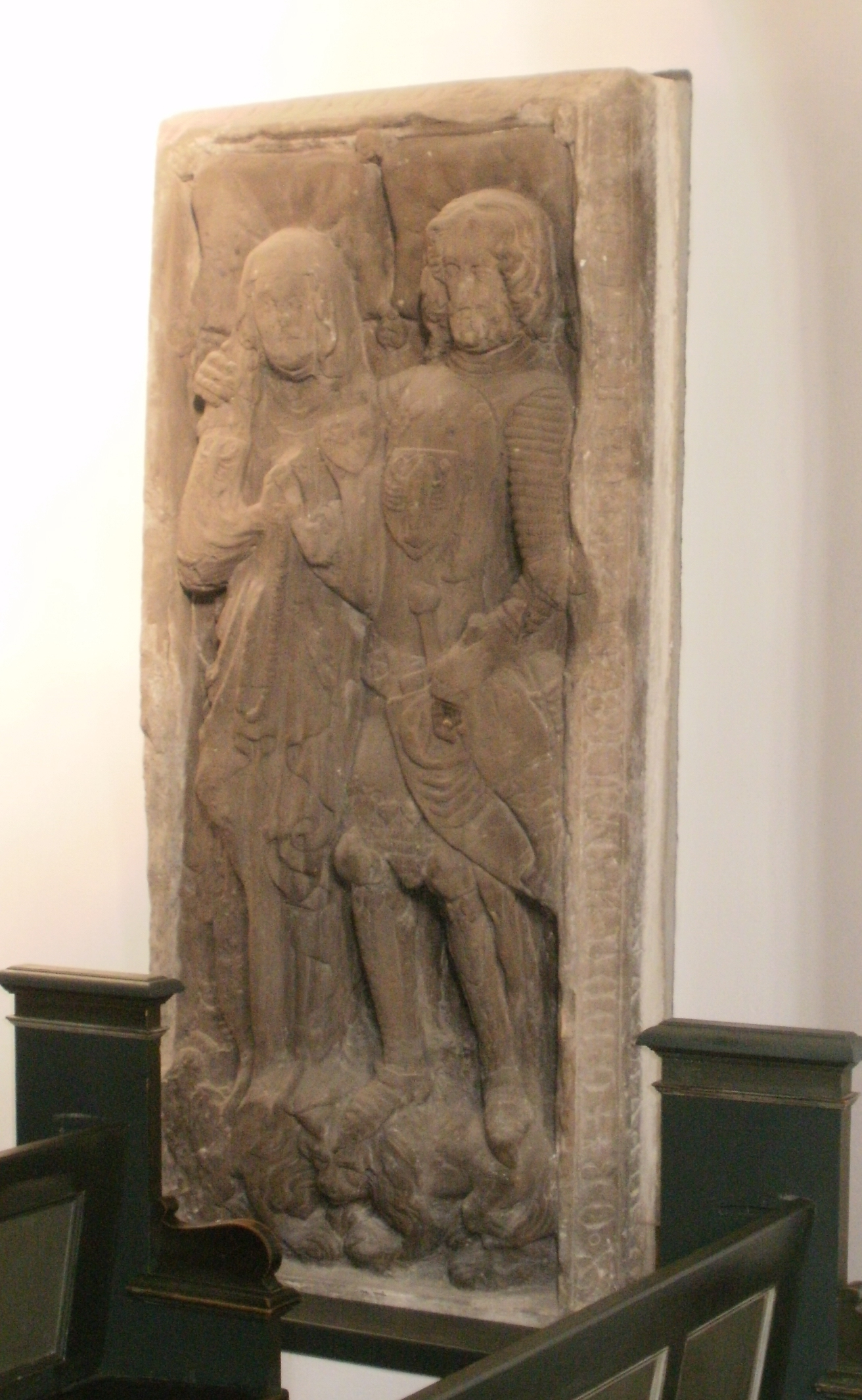
Sarkophagdeckel

In der Klosterkirche  in Cottbus befindet sich die Grabplatte von Fredehelm und seiner Ehefrau Adelheid. Auf dem Hochrelief sind beide liegend abgebildet, wobei Fredehelm den Arm um seine Frau gelegt hat. Auf Brust und Schild von Fredehelm ist der Krebs als Wappen zu sehen, der heute Wappentier von Cottbus ist. Dessen Herkunft ist wahrscheinlich fränkisch. 
Die Grabplatte ist die älteste erhaltene Darstellung eines Herren von Cottbus und eines der ältesten Zeugnisse der Geschichte von Cottbus.

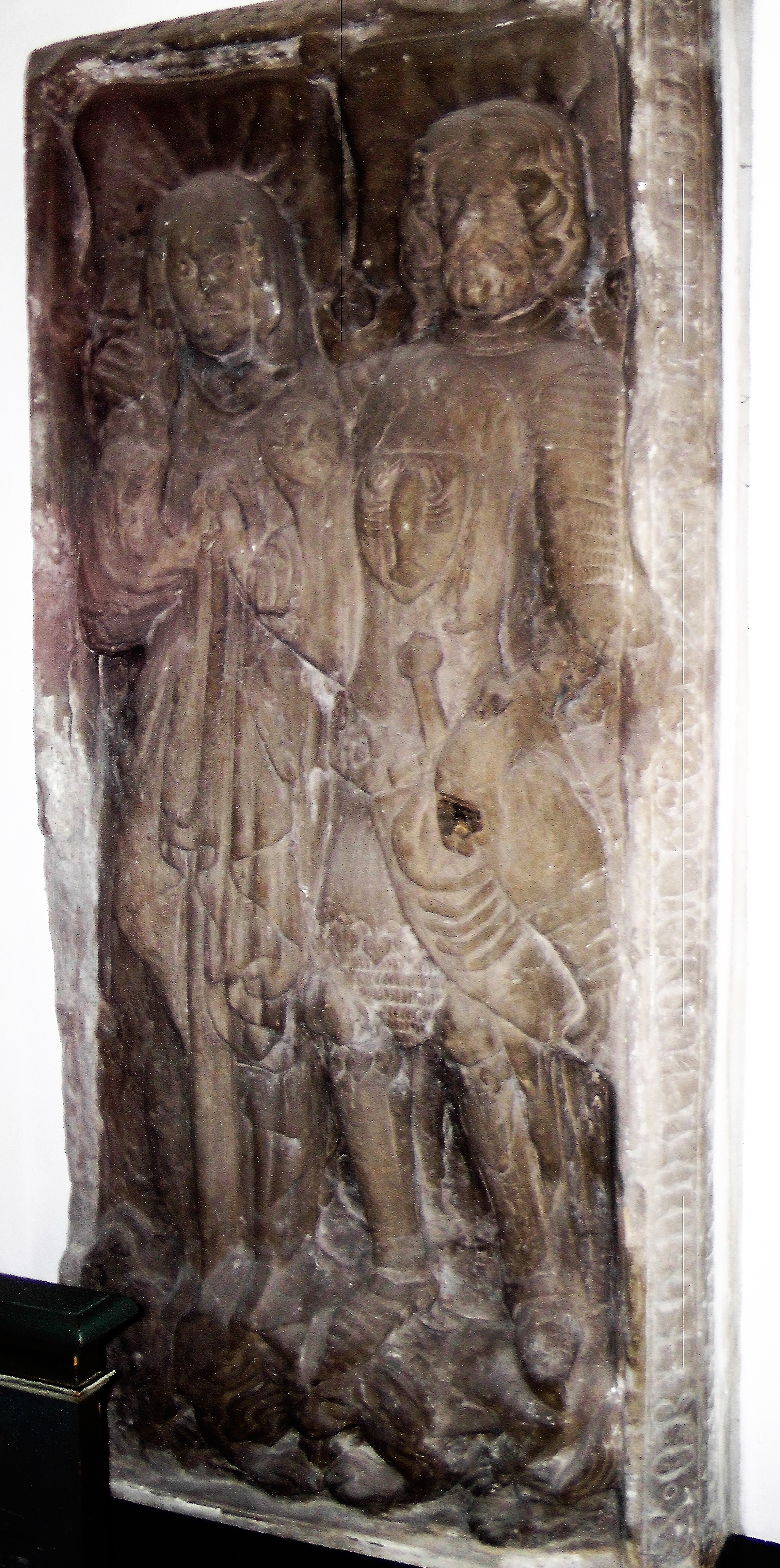
Grabplatte